# Goofy
Goofy is een personage uit de tekenfilms en stripverhalen van Disney. Hij werd in 1932 bedacht door Art Babbitt en de eerste concepten werden uitgewerkt door Frank Webb. Goofy is de beste vriend van Mickey Mouse. Zijn uiterlijk is gebaseerd op de Australische dingo.
In de tekenfilmpjes van Walt Disney werd de stem van Goofy jarenlang gedaan door de stemmenkunstenaar Pinto Colvig.

## Naam en geschiedenis
Goofy's volledige naam is George Lester Geef. In zijn How to sleep-, How to ski- en andere How to-filmpjes werd hij ook als George en George Geef aangesproken. Zijn bijnaam Goofy is afgeleid van het Engelse woord goof, dat "stomme fout" betekent of goofy wat "mal" of "dwaas" betekent.
In het Nederlandse taalgebied is de spellinguitspraak van zijn naam algemeen gangbaar. In plaats van de Engelse uitspraak,"Goefie", noemt men hem in het Nederlands "Gofie".In Vlaanderen wordt Goofy's naam wel in het Engels uitgesproken.
Goofy wordt vaak aangeduid als "lange", "slome" of "slungel". Vooral in de verhalen waarin hij samen met Mickey of Karel Paardepoot bepaalde schurken (bijvoorbeeld Boris Boef) achternazit, wordt hij door zijn tegenstanders zo genoemd.
Goofy maakte zijn debuut in Mickey's Revue, een filmpje uit 1932 onder regie van Wilfred Jackson. Hierin heeft hij alleen nog een bijrol als een van de toeschouwers bij een concert van Mickey Mouse, Donald Duck, Karel Paardepoot en Clarabella Koe. In dit filmpje heet hij nog Dippy Dawg en is hij duidelijk een stuk ouder dan zijn latere versie.
In 1932 speelde hij in nog vier andere filmpjes mee, en in 1933 dook hij op in nog twee filmpjes. Veelal moest Goofy het in deze filmpjes doen met cameo's, maar hij kreeg wel al zijn jongere uiterlijk. In het filmpje Orphan's Benefit uit 1934 kreeg hij de nieuwe naam Goofy. Vanaf dat moment werd hij een vast personage in de Disneyfilmpjes. Op 8 januari 1933 verscheen hij voor het eerst in een krantenstrip.
Vanaf 1935, beginnend met het filmpje Mickey's Service Station, verscheen Goofy geregeld in filmpjes samen met Donald Duck en Mickey Mouse. Door de filmpjes over dit trio verkreeg Goofy steeds meer bekendheid bij het grote publiek. In 1939 volgde Goofy’s eerste solofilmpje, Goofy and Wilbur. In 1947 verscheen Goofy weer samen met Mickey en Donald in Mickey and the Beanstalk, als onderdeel van de langere tekenfilm Fun and Fancy Free (Vrij en Vrolijk).
In de jaren 50 trad Goofy op in een reeks filmpjes waarin hij een doorsnee familieman moest voorstellen, die te maken kreeg met de problemen van het dagelijks leven zoals diëten, stoppen met roken en voor de kinderen zorgen. Walt Disney kwam zelf met dit idee, in de hoop Goofy zo meer persoonlijkheid te geven. In deze filmpjes wordt hij vaak bij zijn echte naam (George) genoemd. Ook verschenen er een aantal educatieve filmpjes met Goofy in de hoofdrol. Na 1965 werden deze filmpjes niet meer gemaakt, en viel Goofy grotendeels terug in de rol van bijpersonage in andere filmpjes.
In de jaren 90 kreeg Goofy zijn eigen televisieserie, Goof Troop. Deze serie heeft tot twee spin-off-films: A Goofy Movie (1995) en An Extremely Goofy Movie (2000) geleid.

## Personage
Goofy is erg onhandig en vergeetachtig. Zijn huis is vaak een puinhoop. Zelfs een kast met 50 laden helpt niet tegen de rommel in zijn huis. Ook zijn keuken is onoverzichtelijk: zijn geld zit in de suikerpot en de suiker in zijn spaarpot.
Desondanks kan hij soms ineens ook heel bijdehand zijn. Als Mickey in zijn rol als detective een zaak moet oplossen, is Goofy vaak Mickeys rechterhand. Veelal zet Goofy juist door zijn domme opmerkingen Mickey op het juiste spoor.
In sommige verhalen heeft Goofy een alter ego genaamd Super Goof die tot leven komt als Goofy zogenaamde Super Pinda's eet.
De huisbeo van Goofy heet Leo de Beo, en deze maakte op de achterkant van het tijdschrift Mickey Maandblad zijn opwachting. De strips in kwestie waren van de tekenaar Manuel Gonzales en in de latere edities van de hand van de Nederlandse striptekenaar Dick Matena.

## Filmografie

### Jaren 30
- Mickey's Revue (Mickey Mouse, 1932)
- The Whoopee Party (Mickey Mouse, 1932)
- Touchdown Mickey (Mickey Mouse, 1932)
- The Klondike Kid (Mickey Mouse, 1932)
- Mickey's Mellerdrammer (Mickey Mouse, 1933)
- Ye Olden Days (Mickey Mouse, 1933)
- Orphan's Benefit (Mickey Mouse, 1934)
- The Band Concert (Mickey Mouse, 1935)
- Mickey's Service Station (Mickey Mouse, 1935)
- Mickey's Fire Brigade (Mickey Mouse, 1935)
- On Ice (Mickey Mouse, 1935)
- Mickey's Polo Team (Mickey Mouse, 1936)
- Moving Day (Mickey Mouse, 1936)
- Magician Mickey (Mickey Mouse, 1937)
- Moose Hunters (Mickey Mouse, 1937)
- Mickey's Amateurs (Mickey Mouse, 1937)
- Hawaiian Holiday (Mickey Mouse, 1937)
- Clock Cleaners (Mickey Mouse, 1937)
- Lonesome Ghosts (Mickey Mouse, 1937)
- Boat Builders (Mickey Mouse, 1938)
- Mickey's Trailer (Mickey Mouse, 1938)
- The Whalers (Mickey Mouse, 1938)
- Polar Trappers (Donald Duck & Goofy, 1938)
- The Fox Hunt (Donald & Goofy, 1938)
- Goofy and Wilbur (1939)

### Jaren 40
- Goofy's Glider (1940)
- Tugboat Mickey (Mickey Mouse, 1940)
- Billposters (Donald & Goofy, 1940)
- Baggage Buster (1941)
- The Art of Skiing (1941)
- The Art of Self Defense (1941)
- The Nifty Nineties (Mickey Mouse, 1941)
- Orphans' Benefit (Mickey Mouse, 1941)
- The Reluctant Dragon (lange animatiefilm, in: How to Ride a Horse, 1941)
- Mickey's Birthday Party (Mickey Mouse, 1942)
- Symphony Hour (Mickey Mouse, 1942)
- How to Play Baseball (1942)
- The Olympic Champ (1942)
- How to Swim (1942)
- How to Fish (1942)
- Saludos Amigos (lange animatiefilm, in: El Gaucho Goofy, 1942)
- Victory Vehicles (1943)
- How to Be a Sailor (1944)
- How to Play Golf (1944)
- How to Play Football (1944)
- Tiger Trouble (1945)
- African Diary (1945)
- Californy er Bust (1945)
- Hockey Homicide (1945)
- No Sail (Donald & Goofy, 1945)
- Frank Duck Brings 'Em Back Alive (Donald & Goofy, 1946)
- A Knight for a Day (1946)
- Double Dribble (1946)
- Foul Hunting (1947)
- Crazy with the Heat (Donald & Goofy, 1947)
- Vrij en Vrolijk (lange animatiefilm, in: Mickey and the Beanstalk, 1947)
- They're Off (1948)
- The Big Wash (1948)
- Tennis Racquet (1949)
- Goofy Gymnastics (1949)

### Jaren 50
- Motor Mania (1950)
- Hold That Pose (1950)
- Lion Down (1951)
- Home Made Home (1951)
- Cold War (1951)
- Tomorrow We Diet! (1951)
- Get Rich Quick (1951)
- Fathers Are People (1951)
- No Smoking (1951)
- Pluto's Christmas Tree (Mickey Mouse, 1952, cameo)
- Father's Lion (1952)
- Hello Aloha (1952)
- Teachers Are People (1952)
- Two-Gun Goofy (1952)
- Man's Best Friend (1952)
- Two Weeks Vacation (1952)
- How to Be a Detective (1952)
- Father's Day Off (1953)
- For Whom the Bulls Toil (1953)
- Father's Week-end (1953)
- How to Dance (1953)
- How to Sleep (1953)

### Jaren 60 en later
- Aquamania (1961)
- Freewayphobia (1965)
- Goofy's Freeway Troubles (1965)
- Mickey's Christmas Carol (1983)
- Who Framed Roger Rabbit (cameo, 1988)
- The Prince and the Pauper (Mickey Mouse, 1990)
- A Goofy Movie (lange animatiefilm, 1995)
- Mickey's Once Upon a Christmas (direct-naar-video anthologiefilm, 1999)
- An Extremely Goofy Movie (lange animatiefilm, 2000)
- Mickey's House of Villains (direct-naar-video, 2002)
- Mickey's Twice Upon a Christmas (direct-naar-video anthologiefilm, 2004)
- Mickey, Donald, Goofy: The Three Musketeers (lange animatiefilm, 2004)
- How to Hook Up Your Home Theater (2007)
- The Art of Vacationing (2012)
- How to Stay at Home (serie, 2021)

## Stemacteurs

### Amerikaanse stemacteurs
- Pinto Colvig - 1932-1967
- Danny Webb 1939–1941
- Hal Smith 1967–1983
- Tony Pope 1979–1988
- Will Ryan 1986–1988
- Bill Farmer - 1987-heden

### Nederlandse stemacteurs
- Lucas Wensing - Vrij en Vrolijk (de 1e nasynchronisatie in 1952)
- Harrie Geelen - Mickey's Kerstfeest en alle producties van 1983-1986
- Ferry de Groot - Dit is Disney 1986-1989
- Reinder van der Naalt - De Prins en de Bedelknaap en Goofy is Knettergek op Voetbal 1987-1990
- Willem Ekkel - Goof Troop 1992-1993
- Just Meijer - A Goofy Movie en Een Waanzinnige Goofy Movie 1995-2000
- Stan Limburg - Alle producties van 2000-2009
- Just Meijer - Alle producties van 2009-2017
- Huub Dikstaal - Alle producties van 2017-heden

## Familie
Goofy heeft een zeer slim neefje dat in het Nederlands door het leven gaat als Kareltje, en een neef die archeoloog is: Indiana Goofy. Deze figuur is een parodie op Indiana Jones.
Goofy is een van de weinige bekende Disneypersonages die een gezin hebben. In de filmpjes, gemaakt in de jaren 50 en 60, werd Goofy neergezet als een familieman met een vrouw en een jonge zoon, Junior of Buster genaamd. In de serie Goof Troop en de hierop gebaseerde films heeft Goofy een zoon, Max Goof. Daarmee onderscheidt Goofy zich van zijn bekendste mede-Disneyfiguren Mickey Mouse en Donald Duck, die beide enkel met hun neefjes worden gezien maar zelf geen kinderen lijken te hebben. Deze familie bestaat echter louter in de animatiefilmpjes. In de hedendaagse strips is Goofy nog altijd vrijgezel.

## Naam in andere landen
- Colombiaans-Spaans: Tribilín
- Deens: Fedtmule
- Duits: Goofy
- Engels: Goofy
- Estisch: Kupi
- Fins: Hessu
- Frans: Dingo
- Grieks: Γκούφυ
- Hongaars: Goofy
- IJslands: Guffi
- Indonesisch: Gufi
- Italiaans: Pippo
- Japans: グーフィー
- Kroatisch: Šiljo
- Laps (Sami): Guhkesruoida
- Lets: Spruksts
- Mexicaans-Spaans: Tribilín
- Noors: Langbein
- Pools: Goofy
- Portugees: Pateta
- Russisch: Гуфи
- Servisch: Шиља/Šilja
- Sloveens: Pepe
- Slowaaks: Goofy
- Spaans: Goofy
- Tsjechisch: Goofy
- Turks: Gufi
- Zweeds: Långben

## Goofy holler
De Goofy holler is de schreeuw die Goofy vaak maakt als hij valt of de lucht in geschoten wordt. De schreeuw kan worden omschreven als as "yaaaaaaa-hoo-hoo-hoo-hooey!!" Dit geluid werd voor het eerst opgenomen door jodelaar Hannès Schroll voor het filmpje The Art of Skiing uit 1941. Nadien is de schreeuw door Disney vele malen hergebruikt, ook in filmpjes waarin Goofy niet voorkwam.